# باشگاه فوتبال لکوموتیو سنت پترزبورگ
باشگاه فوتبال لکوموتیو سنت پترزبورگ (روسی: ФК «Локомотив» Санкт‑Петербург) یک باشگاه فوتبال در شهر سنت پترزبورگ روسیه بود. این باشگاه در لیگ آماتوری فوتبال روسیه بازی می‌کرد. این باشگاه در سال ۱۹۳۶ تأسیس شد و در سال ۲۰۰۶ منحل شد.